# Xenofrea griseocincta
Xenofrea griseocincta är en skalbaggsart som beskrevs av Tavakilian och Néouze 2006. Xenofrea griseocincta ingår i släktet Xenofrea och familjen långhorningar. Inga underarter finns listade i Catalogue of Life.